# フラヴンケルのサガ

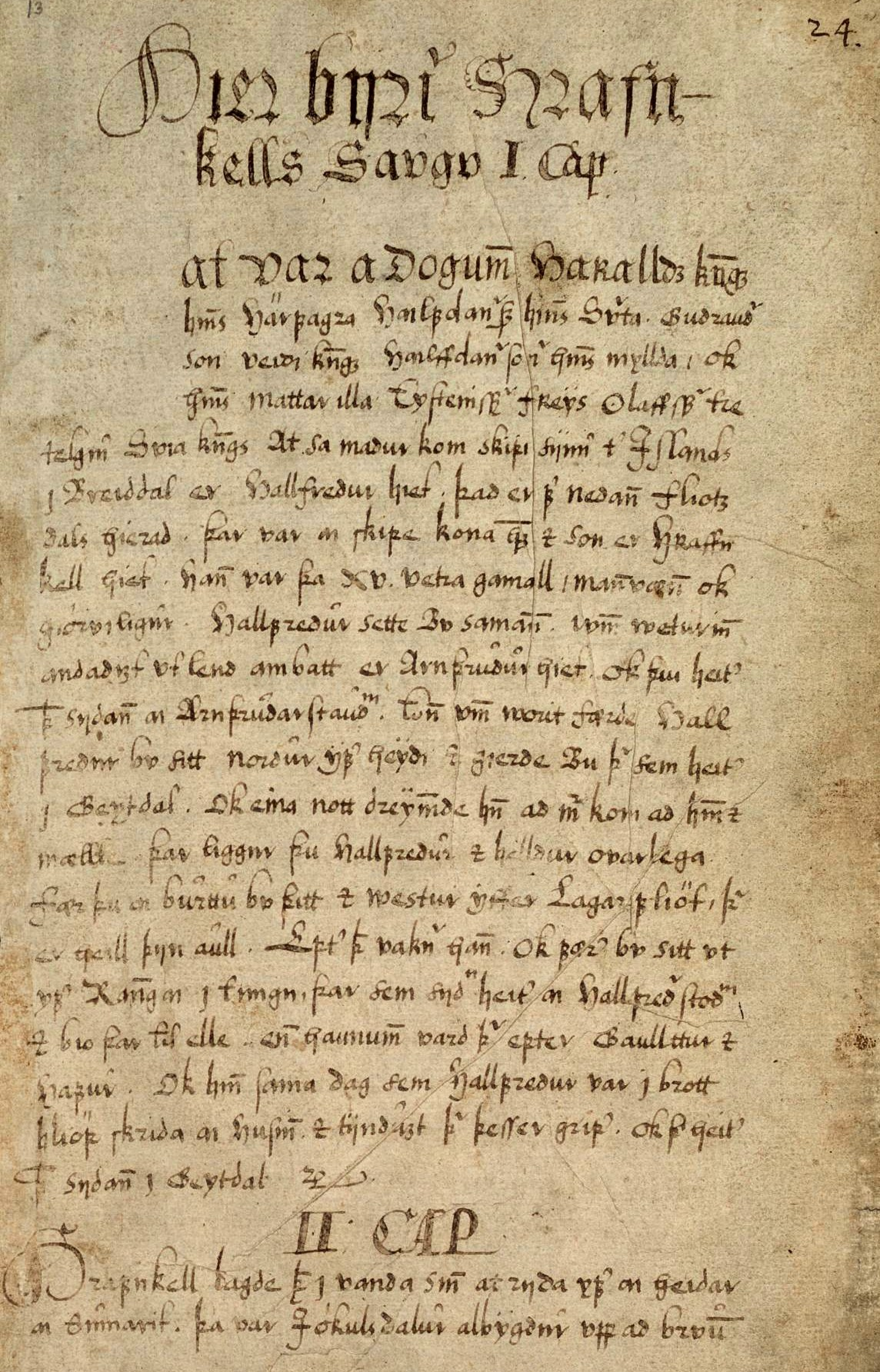
アウルトニ・マグヌッソン写本コレクションの一つ「AM.156」より『フラヴンケルのサガ』の最初のページ。17世紀にさかのぼる、サガの最も重要な写本の1つである。

『フラヴンケルのサガ』(Hrafnkels saga)は、アイスランド・サガの1つである。
原題は『Hrafnkels saga Freysgoða』とも表記される。日本語題としては下記などがある。
- 『フレイル神ゴジ フラヴンケルのサガ』[1]
- 『フレイ神ゴジ フラヴンケルのサガ』[2]
- 『フレイ神ゴジのフラヴンケルのサガ』[3]
- 『ラヴンケルのサガ』[4]
- 『フレイ神官ラヴンケルの物語』[5]

## 概要
サガは、10世紀のアイスランド東部における、族長（ゴジ）と農民との争いについて語っている。
題名の由来となった主人公フラヴンケル(Hrafnkell)は、その経歴を恐ろしい決闘者と神フレイの熱心な崇拝者だとして語られ始める。
敗北し屈辱を受け、さらに自分の神所（ホルグ。en:Hörgr）が破壊された後に、フラヴンケルは無神論者になる。
彼の人柄は変わり、彼は他の人に対する際に穏やかに接するようになる。
数年かかって徐々に自分の支持を建て直した後、フラヴンケルは自分の敵に対する復讐を成し遂げる。
その後彼は、強力で尊敬される族長として残る人生を過ごした。
サガは、権力の本当の基盤は神の恩恵ではなく、その人に従う人々の忠誠であるという結論に達した男の物語だと解釈されている。
サガは今日まで広く読まれて現存し、特にその物語構成の整合性が評価される。さらには事件展開もありありと現実味をおび、人物像も生き生きと描写される。このため、伝承された史実という意見もあれば、後世による珠玉の創作文学（そのリアリズムは手法）であるという意見もあり、アイスランド・サガ起源論争の、かっこうの検証例となっている。

## あらすじ

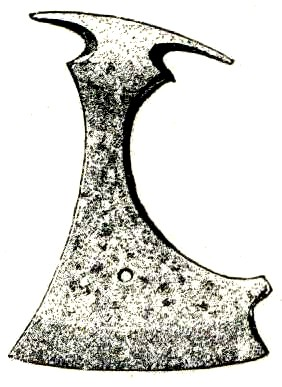
この鉄器時代の斧頭（ゴトランド島で発見）は、10世紀にアイスランドで使われた斧頭に似ているかもしれない

読者はまずアイスランドの初期の移民の1人であるノルウェー人男性ハッルフレズ(Hallfreðr)を紹介される。彼は、前途有望な青年だと言われる15歳の息子フラヴンケルとともに、ハラルド美髪王の時世に船で東海岸に到着した。
フラヴンケルには大志があった。間もなく彼は、父の許しを得て、自分の屋敷を建てた。
彼は自分の農場とすべく無人の谷を選び、そこにアザルボール（Aðalból。「立派な屋敷」の意）と命名した。
谷はその後、「フラヴンケルの谷」(Hrafnkelsdalr)という名前で呼ばれるようになった。
フラヴンケルはまた、大きな神所を建設し、盛大な犠牲祭を執り行なった。
彼は自分の家畜の一番良いものを、お気に入りの馬「フレイファクシ」（Freyfaxi。「フレイのたてがみ」の意）も含んで、自分の守り神フレイ（北欧神話の豊饒神）に捧げていた。
また彼は、自分の許しなくしてフレイファクシに乗った者は誰でも殺すと誓っていた。
彼のこうした信仰上の振る舞いにより、フラヴンケルは、「フレイ神ゴジ」(Freysgoði)として知られるようになった。
フラヴンケルは権力に憧れ、他の人を脅して自分に従わせ、族長としての名声を確立していった。
彼には決闘の趣味があり、彼は誰を殺しても贖罪金を払うことはなかった。
次にサガは、フラヴンケルの羊飼いであるエイナル(Einarr)を読者に紹介する。
ある時エイナルは自分の仕事を果たすため、馬で出かけなければならなかった。しかし、彼が近づくと、フレイファクシの馬以外の馬は全部が彼から逃げてしまった。
エイナルはそのため、フレイファクシを持ち出すことにし、一日中フレイファクシに乗っていた。
しかし馬は、エイナルが降りた後、アザルボールの館に走っていって嘶き始めた。
馬が汚れ、汗で濡れているのを見るなり、フラヴンケルは何があったのか理解した。
フラヴンケルは自分の斧を手に馬に乗って出かけ、自身の誓いを果たすために不本意ながらエイナルを殺した。
エイナルの父、ソルビョルン(Þorbjörn)は、息子が死んだことで狼狽していた。
彼は贖罪金を求めるため、フラヴンケルを訪ねた。
フラヴンケルは、自分が誰にも贖罪金を払うことはないと、ソルビョルンに語った。
彼はしかし、エイナルの殺害は自分がした人殺しの中で最悪のものの一つだったと考え、若干の償いを用意することとした。
フラヴンケルは、ソルビョルンの残りの人生の面倒をみるという、一見有利な申し出をした。
ソルビョルンは、しかし、同等の立場の者同士のように、形ばかりでない和解を望んだ。
だがフラヴンケルは相手の言葉を却下した。このことによりソルビョルンは、自分が満足するやり方を模索し始めた。
アイスランド共和国(en:Icelandic Commonwealth)の法律は、あらゆる自由な身分の人間に同じ権利を保証している。
しかし、中立的な行政上の権力が存在しないため、一般人には族長を起訴することが困難であった。
その人は通常、もう1人の族長の支持を必要とした。しばしば必然的となる煩瑣な法律上の策略と、その後評決が実施される集会で好結果を招く、両方のためにである。

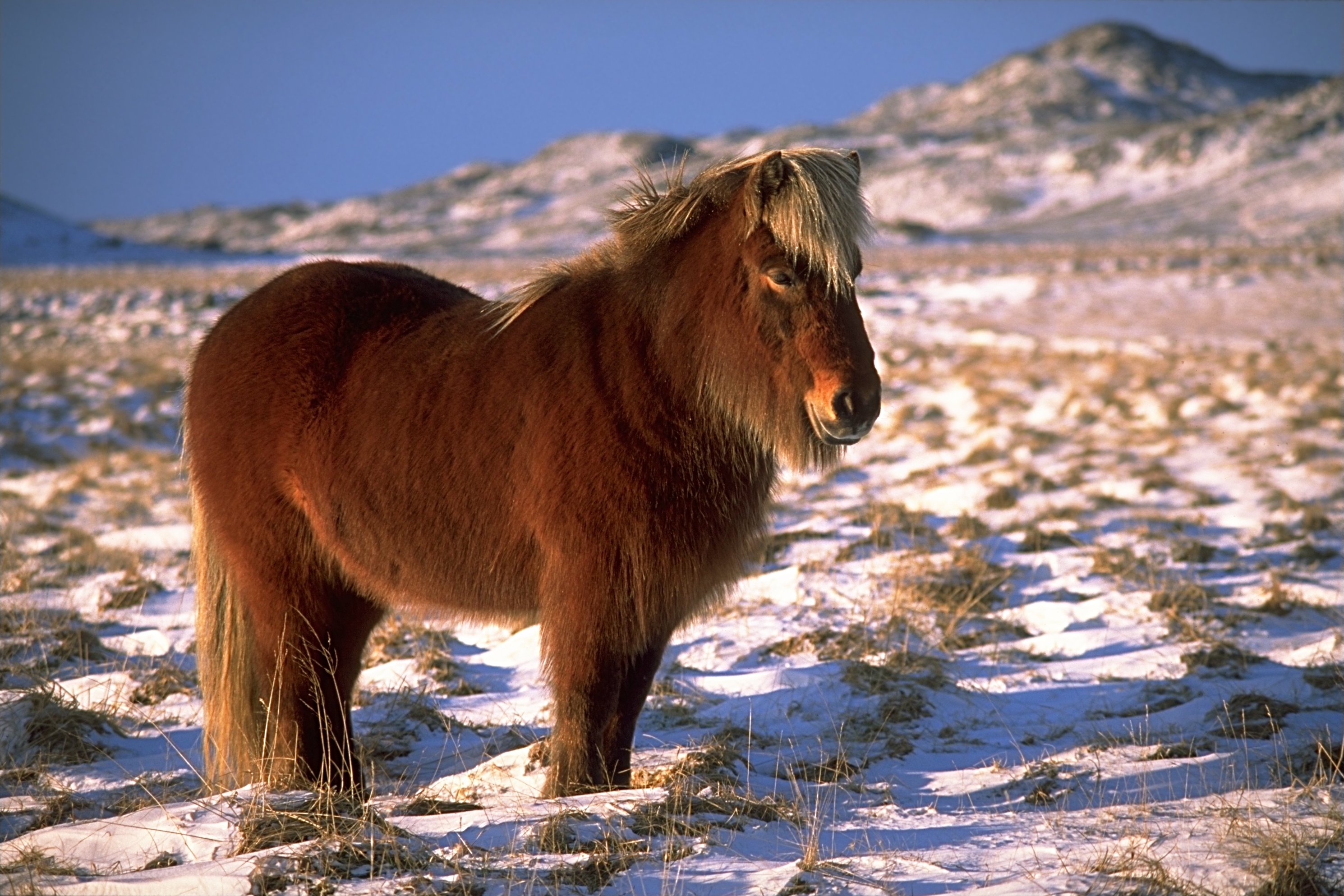
古代北欧からの移民はアイスランドに馬を導入した。馬は数多くのサガにおいて大きな位置を占めている。アイスランド馬(:en:Icelandic horse)は、大陸においてその同種類がされたような品種改良には失敗し、中世以来種として孤立し、現在まで残った。

ソルビョルンは兄のビャルニ(Bjarni)の支援を受けようと頼みに行ったが、兄は力あるフラヴンケルとの争いに関与したくなかった。
ソルビョルンはそれからビャルニの息子サーム(Sámr)を訪ねた。
サームはまずソルビョルンにフラヴンケルの申し出を受け入れるようにと勧めたが、ソルビョルンは頑固なままだった。
サームはこの争いに加わりたいとは望んでいなかったが、叔父ソルビョルンが感情的になったことから、しぶしぶ同意した。
自分が事実上の原告になるように、サームはソルビョルンから正式に訴訟を引き受けた。
サームはフラヴンケルに対する訴訟の準備を始め、次の夏に、フラヴンケルをアルシング（全島集会。Alþing）へ召還した。
フラヴンケルはこの企てを馬鹿馬鹿しいと考えていた。
サームとソルビョルンが大民会広原(Þingvellir)での民会に到着した時、2人はすぐに、集まった主要な族長が彼らの味方をしたくないということに気付かされた。フラヴンケルの支配する地域に住む2人を支援することでフラヴンケルを敵に回すことを、首領達は避けたのだった。またフラヴンケルが自分に訴訟を起こした者を脅して取り下げさせてきたことも皆が知っていた。
感情的なソルビョルンは今や諦めきっていた。しかしサームはこの訴訟は何としても進めていかねばならないと主張した。

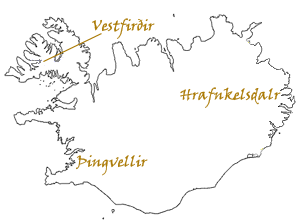
サガの舞台であるアイスランドの地図。東部にフラヴンケルの谷(Hrafnkelsdalr)、北西部に西のフィヨルド(Vestfirðir)、南西部に大民会広原(Þingvellir)がみえる。

偶然、サームとソルビョルンはソルケル(Þorkell)と出会った。彼は西のフィヨルド(Vestfirðir)から来た若い冒険家であった。
ソルケルは2人の訴訟に共鳴した。そして彼の兄で強力な族長であるソルゲイル(Þorgeirr)の支持を2人が得られるように助言した。
大勢の部下を連れて来たソルゲイルらの人望と、西部地方の者達が彼を支持したおかげで、サームは十分に事実を訴えることができ、彼のその訴えに大きな喝采が上がった。別の場所で事態を知ったフラヴンケルが出向いたときには、大勢に行く手を阻まれ追い返されて、自分を弁護することができなかった。
この訴訟によりフラヴンケルが有罪であるとされた。フラヴンケルはアザルボールの家へ馬で駆け戻った。
サームは今やフラヴンケルを殺し、その資産を没収する権利を持っていた。
ある早朝にサームは、ソルゲイルとソルケルの援助を受けつつ、アザルボールに到着した。
そして、フラヴンケルが眠っているうちに不意打ちを食らわせ、彼を捕えた。
サームはフラヴンケルに2つの選択肢を示した。
1つ目は、この場で殺されること。2つ目は、生き延びるためにサームに従い、自身の地位とその大部分の資産を奪われてしまうこと。
フラヴンケルは、生き延びるほうを選んだ。
ソルケルは、サームがフラヴンケルの命を許したのを残念に思うと、サームに忠告した。
サームはその後アザルボールに住むようになった。彼は豪華な食事を提供するため地域住民を招待した。
住民達は、サームを自分たちの新しい族長と認めることに同意した。

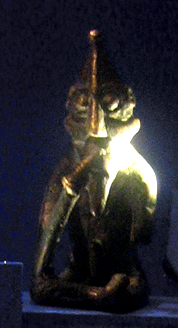
北欧神話の神フレイがフラヴンケルの守り神としての役どころで登場するが、サガはほとんど超自然的な要素を含んでいない。

ソルケルとソルゲイルは、「フレイファクシをその所有者に届けよう」と言い、馬を崖から押し出すことに決めた。馬の頭に布をかぶせ、崖から突き落とした。崖の下手にフラヴンケルの神所があった。
それから、フラヴンケルの神所に行き、神の飾りを剥ぎ取り、火をつけて神所を焼いた。
このことを聞くと、フラヴンケルは即座に言った。
「私は神への信仰を持つことが愚かなことであるとわかった」
そして、彼はそれ以降犠牲祭を決して実行しなかった。
フラヴンケルは、別の谷で自分の新しい屋敷を建てた。
彼の魂と野心は損なわれていなかった。勤勉に過ごし、2-3年後には、彼はこの場所でも立派な農場主の名声を確立した。
彼の人当たりは良くなり、自分に従う人々に非常に優しい態度をとるようになった。
このようにして、彼は人望と忠誠を得ていった。
サームとフラヴンケルはその後会合で何度も会ったが、争いのことは互いに話題にしなかった。
6年の平穏が続いた後、フラヴンケルは復讐のための機会が到来したと決断した。
彼は、サームの弟エイヴィンド(Eyvindr)が数名の連れとともにすぐ近くを旅行しているという知らせを受けた。
彼は自分に従う男達を集め、エイヴィンドを攻撃するため出かけていった。
サームは戦いの知らせを聞くと、弟を援助するため、少ない戦力ながらすぐに馬に乗って出かけた。
しかしサームらは到着があまりに遅過ぎた。
彼が見たのは弟をはじめとする一行の死体であった。
フラヴンケルは翌朝、眠っているサームに不意打ちを仕掛け、自分が6年前にサームから与えられたのに酷似した選択肢を示した。
さらにエイヴィンドの命の賠償金は支払わないと言った。
自分の権力と財産をサームは6年間も持っていたから賠償分は十分に得ただろうし、弟や連れの死は、襲撃の際に受けたフラヴンケル側の死傷より価値があるとは思えない、とまで言い放った。
そしてかつてのフラヴンケルのように、サームも生き延びるほうを選んだ。
フラヴンケルはそれから、彼の懐かしい館アザルボールに住み始め、族長としての任務に再び就いた。
サームは西まで馬に乗って行き、ソルケルとソルゲイルに援助を求めた。
しかし2人は、サームは自分の不幸の責任を自分で負うべきだと語った。
サームは機会があったあの時にフラヴンケルを殺さなければならなかったのだ。
彼らはフラヴンケルとの再びの闘いについてはサームを支持しなかったが、サームがフラヴンケルから離れて安全に暮らせるならばと、彼の住居を2人の領地内へ移転することを提案した。
しかしサームはそれを断り、家へ帰った。
サームはその人生の残りの間、フラヴンケルの従属者として暮らした。そして復讐を成し遂げることは決してなかった。
いっぽう、尊敬される領主として生きていったフラヴンケルは、平穏のうちに死んでいった。
フラヴンケルの息子は、彼の時代以後の族長になった。